# 光の花の庭
光の花の庭（ひかりのはなのにわ）は、栃木県足利市にある、あしかがフラワーパークで毎年開催される冬のイルミネーションイベント。夜景観光コンベンション・ビューローの認定する日本夜景遺産（ライトアップ夜景遺産）、関東三大イルミネーションの1つ。2021年で20周年を迎えた。
使用する電球は年々増加しており、2021年には500万球を使用した。装飾は花の栽培を担当するあしかがフラワーパークの職員が企画し、すべて職員が手作業で設置している。

## 特徴
イベント名は「光の花の庭」であるが、「あしかがフラワーパークのイルミネーション」とも呼ばれる。名称は年によって多少変わることがあり、2021年度の正式なイベント名称は「光の花の庭 Flower Fantasy 2021-2022」である。

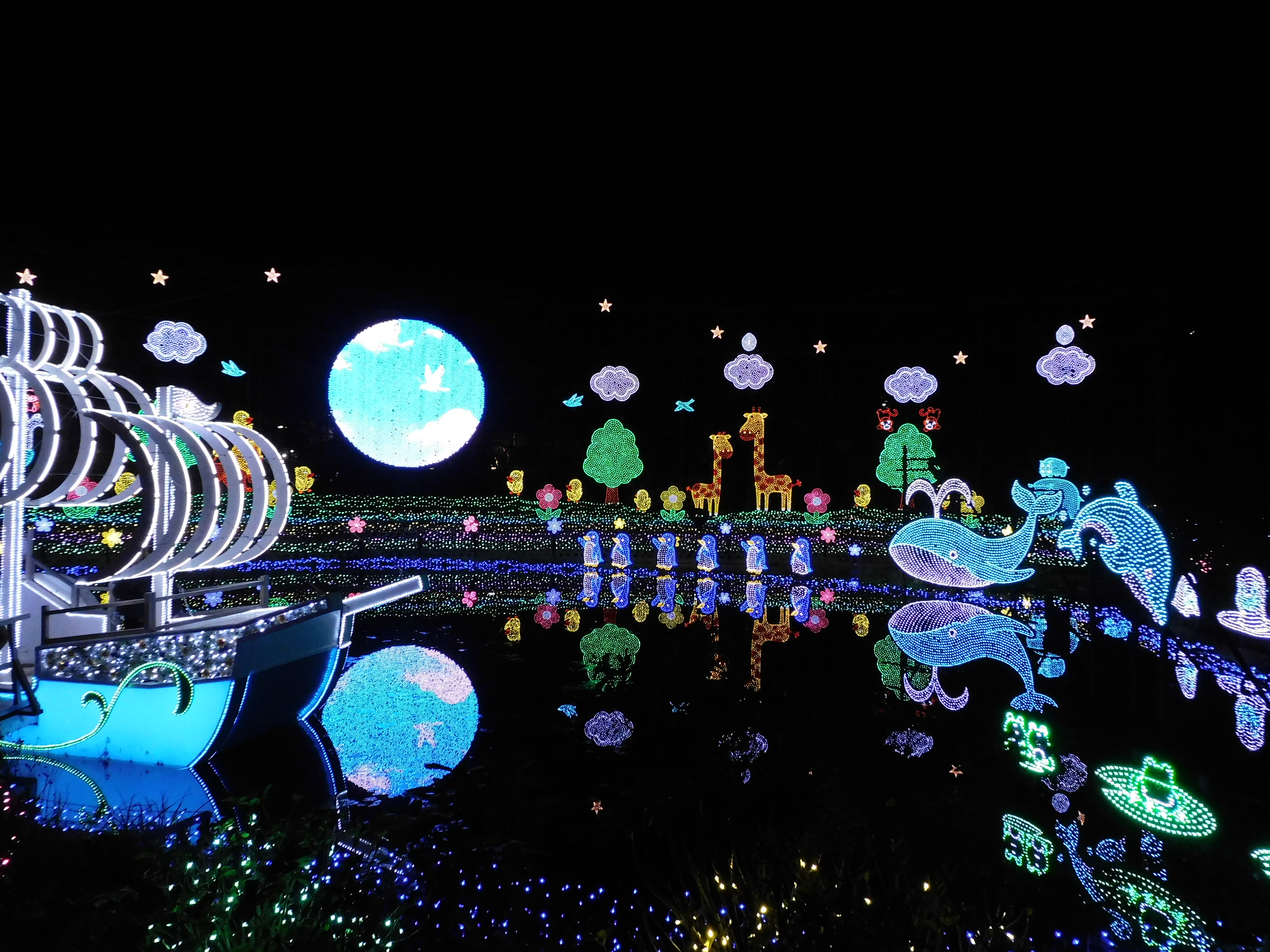
みんなの地球

フジをはじめとした、さまざまな植物のあるあしかがフラワーパークを会場とし、カラフルな光で植物をライトアップする。園内全域をイルミネーションで彩る、関東最大級のイルミネーションイベントである。イルミネーションの演出は、子供たちに地球や宇宙、環境の大切さを知ってほしい、という趣旨で行っており、老若男女を問わず楽しめるように工夫している。専門家からの評価も高く、夜景観光コンベンション・ビューローのイルミネーションアワード（夜景鑑賞士らの投票で決定）のイルミネーション部門では、2013年と2015年に2位、2014年と、2016年から2021年までの6年連続で1位を獲得している。
例年、10月下旬から2月上旬まで開催される。イルミネーション開催期間中は、昼の部と夜の部の2部営業となり、イルミネーションは15時30分からの夜の部に開催する。ただし、イルミネーションが点灯するのは16時30分からである。終了時刻は20時30分を標準とし、休日等に21時または21時30分まで延長営業する。
会期を3つに分け、それぞれのテーマに沿った演出が行われる。2021年のテーマは次の通り。
- 10月16日 - 11月中旬：光と花のコラボレーション 〜光とアメジストセージの融合〜
- 11月下旬 - 12月下旬：フラワーパークのクリスマス　〜クリスマスファンタジー〜
- 元旦 - 2月14日：ニューイヤーイルミネーション　〜光と冬咲きボタンの競演〜

かつては、あしかがフラワーパークの冬季の来園者は極端に少なかったが、光の花の庭の開催効果で、2019年には1年の来園者数の3分の1が光の花の庭の来園者で占めるほどになった。栃木県庁も光の花の庭の集客力に注目し、春節時期の中国人観光客を呼び込もうと、湯西川温泉かまくら祭（日光市）と合わせて中国・台湾へ売り込みを行っている。

## イルミネーションスポット
イルミネーションは9.4ヘクタールある園内全域で行われ、順路の設定がないので、来園者は自由に観覧して回ることができる。毎年訪れるリピーターが多いため、園では毎年新たな目玉となる装飾を登場させている。イルミネーションは、普段は植物の世話を担当する職員が企画し、従業員総出で飾り付ける。担当者は、歌番組のスタジオセットや街中での光の使い方を観察し、色の組み合わせや配置間隔を考え、イルミネーションに生かしている。
イルミネーションに使用する電球（発光ダイオードを含む）の数は、回を追うごとに増加している。2002年は4万球（朝日新聞）または6万球（下野新聞）であったが、2004年に30万球、2005年に50万球、2009年に100万球、2010年に150万球、2013年に210万球、2015年に300万球、2017年に400万球、2018年に450万球、2021年には500万球に増えた。イルミネーションの評判が上がるにつれて、従業員が「もっと増やそう」と趣向を凝らした結果、数が増えていった。このため、イルミネーションの準備時期も早まり、2009年時点では夏の終わりごろから始めていたが、2017年には園のシンボルである大フジの見頃が過ぎた直後の6月上旬から開始した。
園内各所にイルミネーションスポットを設置し、それぞれのスポットにテーマを設けている。例えば、スノーワールド、日本の四季「こころの故郷」、みんなの地球、光のピラミッド、イルミネーションタワー、レインボーマジックなどがある。フジの木には、それぞれの木が咲かせる花の色をイメージしたイルミネーションを点灯させ、特に園のシンボルである「奇蹟の大藤」が多くの来園者を魅了する。フジのイルミネーションは毎年の定番であるが、より本物のフジの花に近付けられるように、色合いを調節したり、発光ダイオードを花びら形にしたりと、微調整を施している。薄暮の時間帯は、フジの枝がシルエットとして視認でき、発光ダイオードの光の房がフジの花のように枝から垂れ下がっているように見える。

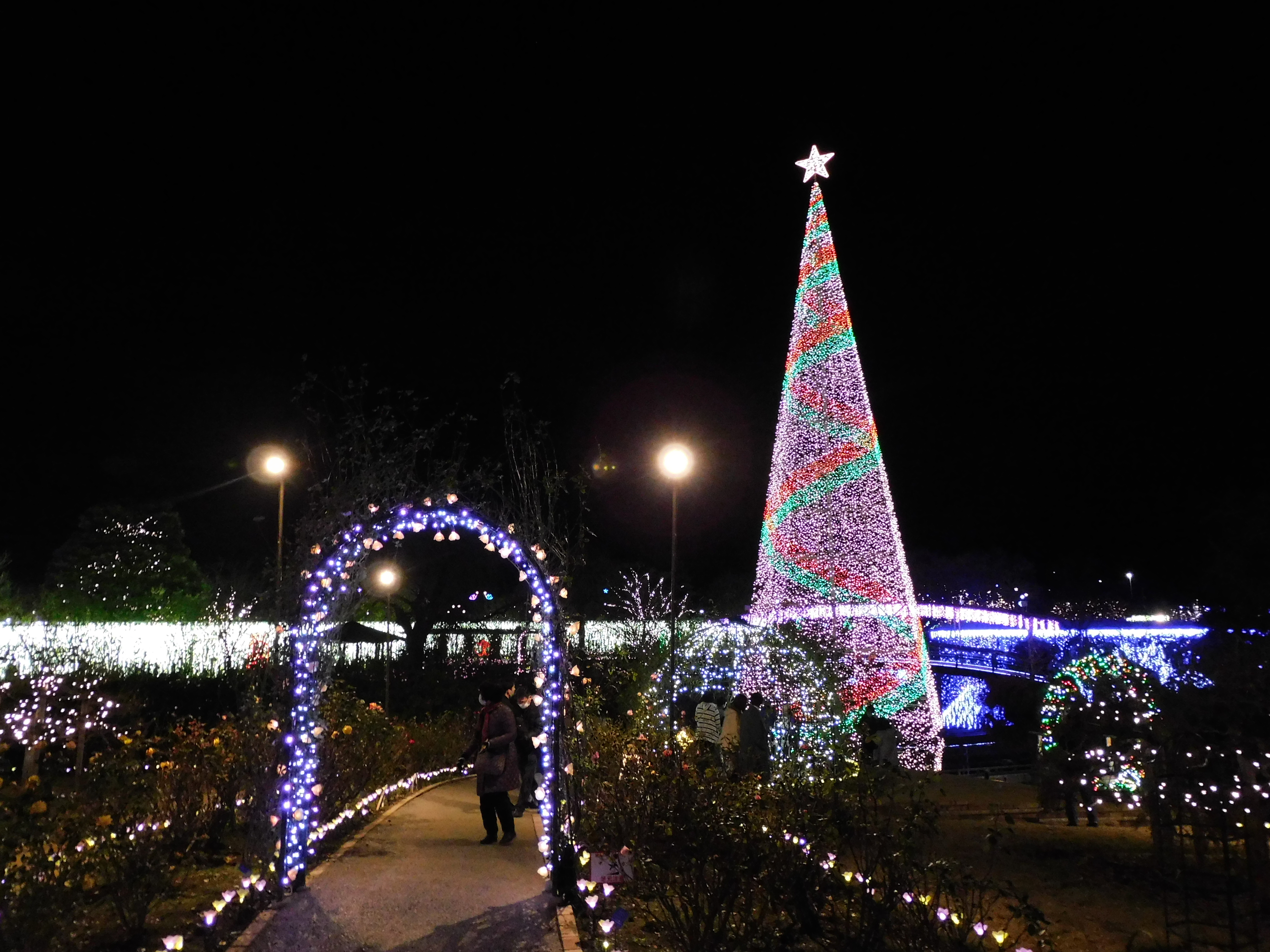
イルミネーションタワー
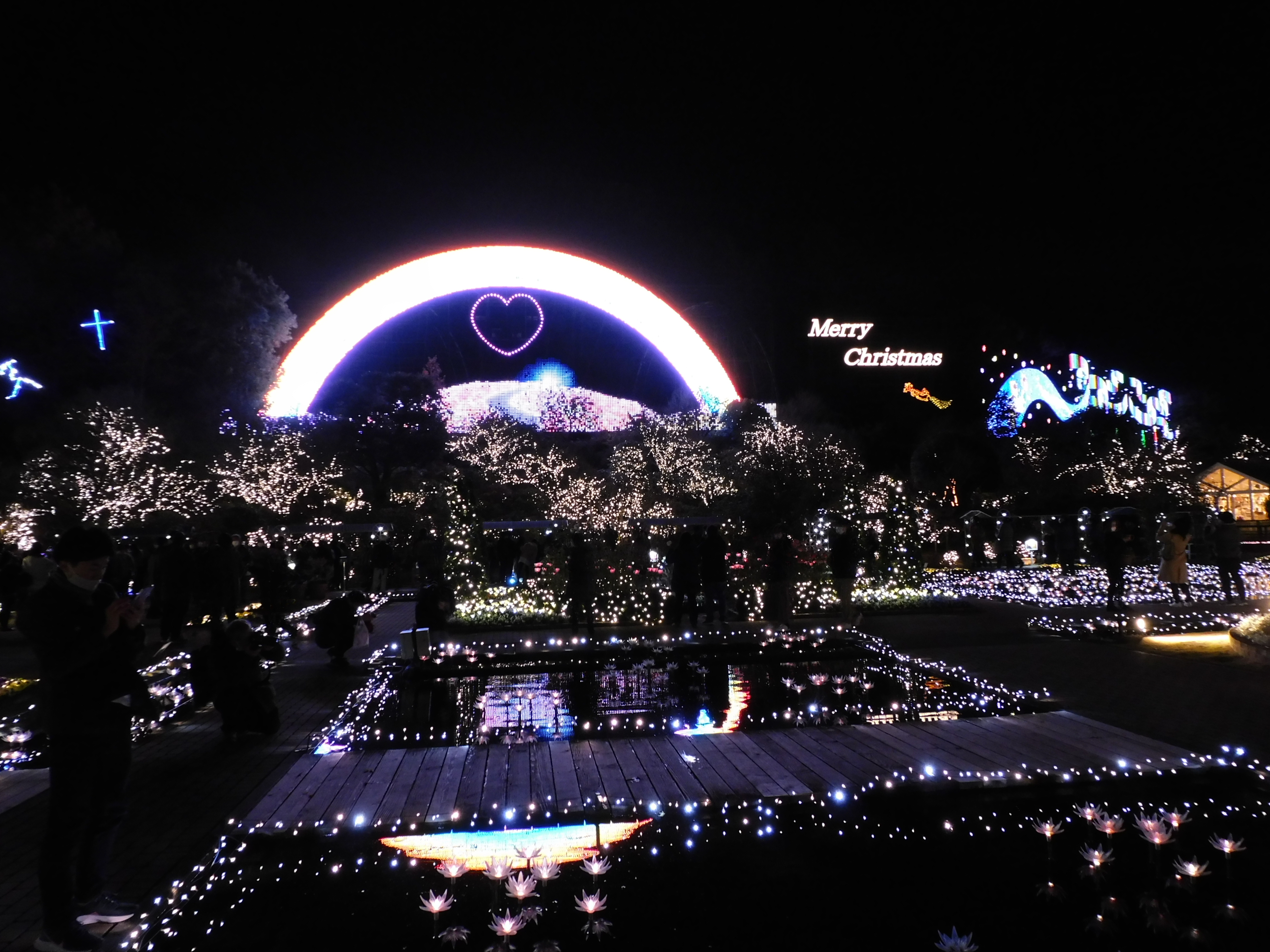
レインボーマジック
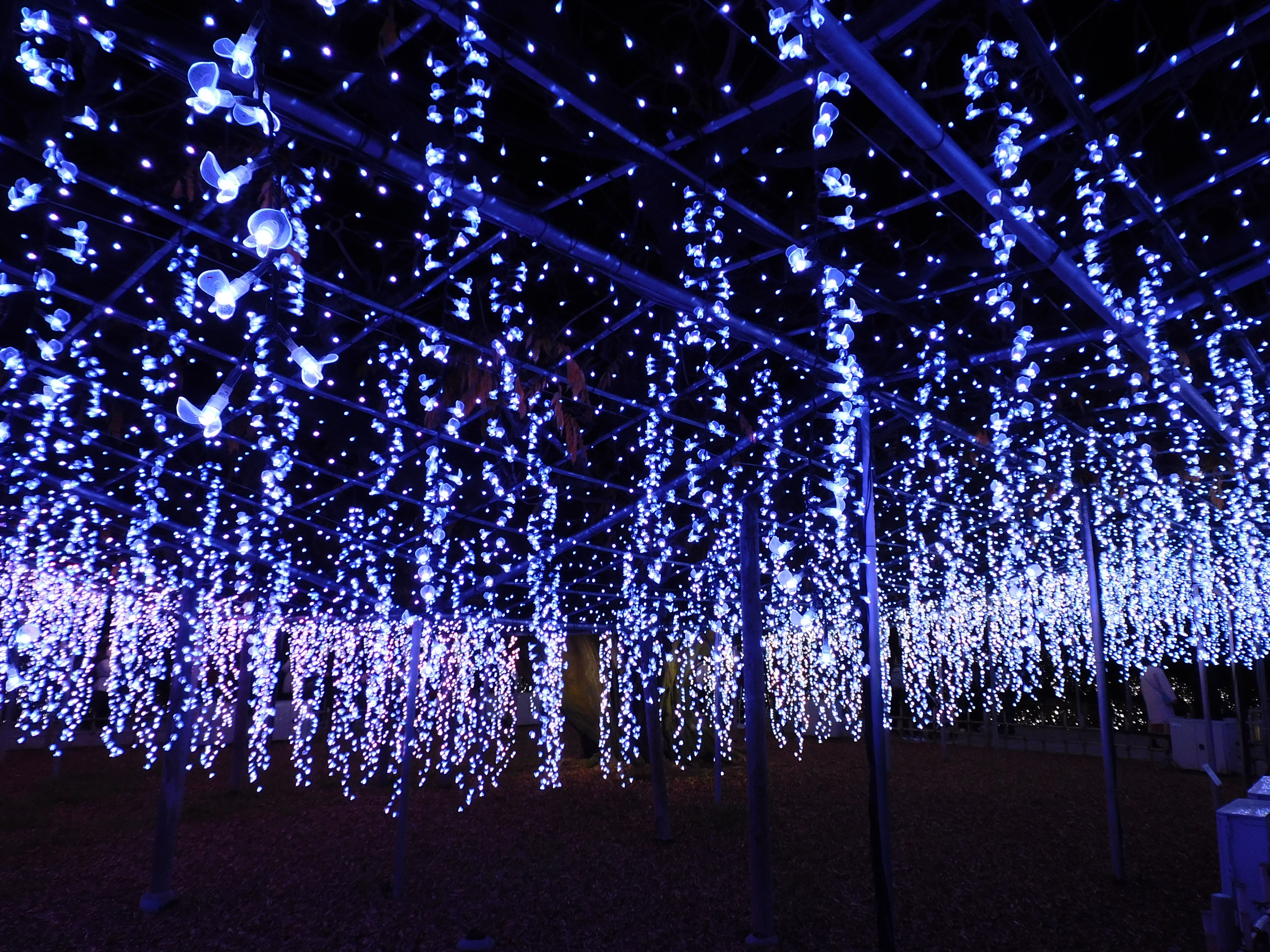
光のふじのはな物語
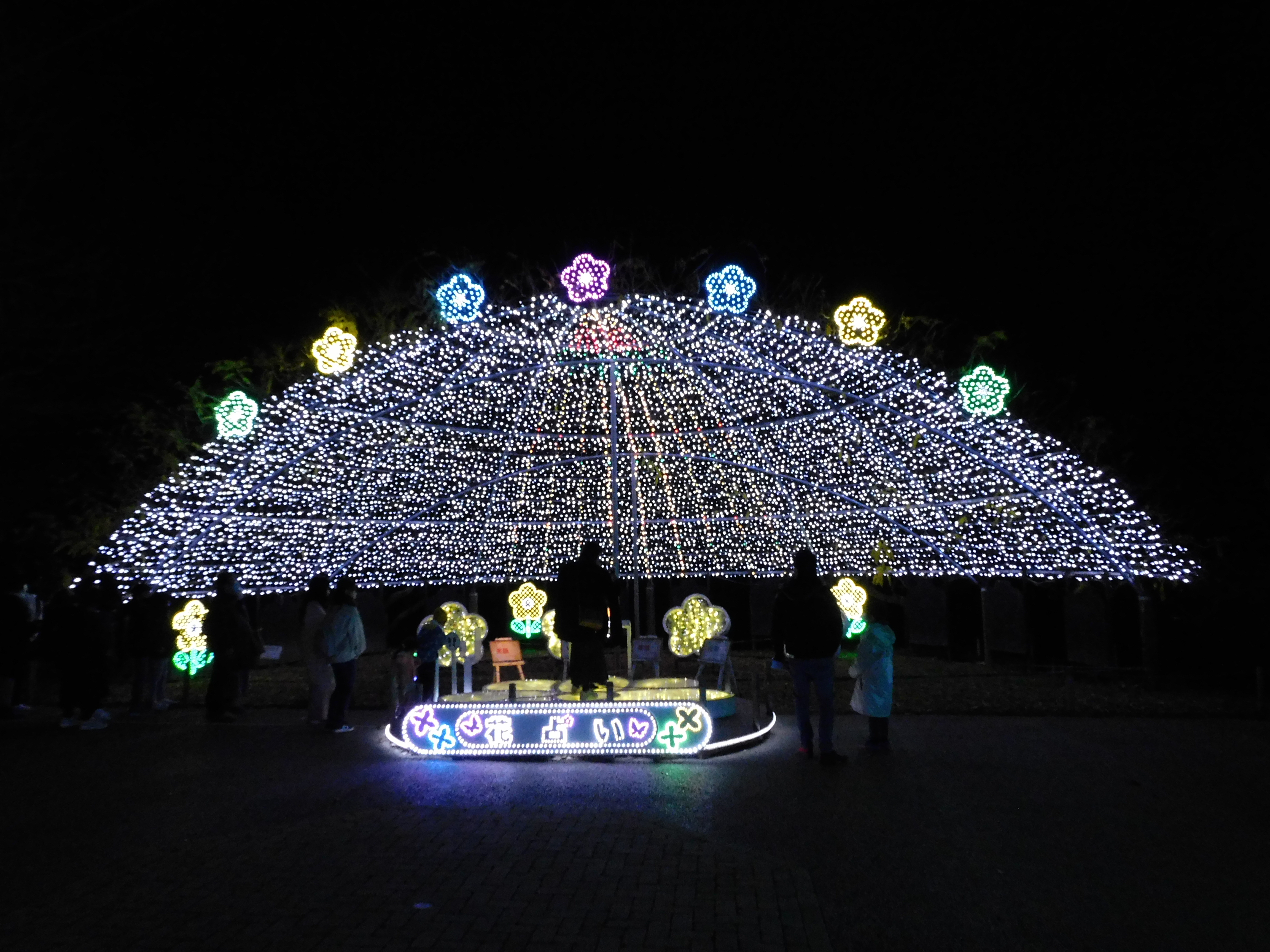
日本の四季「こころの故郷」にある花占い

## 歴史
あしかがフラワーパークのイルミネーションは、当時園長を務めた樹木医の塚本こなみが、夜のレストランに来店した客を楽しませようと、5頭のトナカイの形の電飾を設置したのが始まりである。イベントとしての始まりは2002年のことで、園内の花を光で再現した。同年のイベント名称は「光の祭典」で、使用した電球は4万球、クリスマスを意識した演出で、11月に始まり12月28日に終了した。12月中の入園料は無料であった。
2004年は「光の花の庭」と称し、電球と発光ダイオードを合わせて30万球を使用して、高さ12メートルの光のクリスマスツリーやフジ棚の光のトンネルなどの装飾が為された。入園料は大人200円であった。2005年は斜面にカシオペア座の装飾を施し、足利市民や幼稚園児に飾り付けてもらった電飾でコンテストを開催した。2009年は幅9メートル×長さ40メートルの「天空のお花畑」を目玉とし、入園料は大人500円だった。
2010年には150万球を使用し、30万人が訪れた。2011年は東日本大震災からの復興を願って、虹のイルミネーションを導入し、全150万球のうち120万球を発光ダイオードにするとともに電力の一部を自家発電でまかなうなど、節電にも配慮した。2012年10月に、夜景観光コンベンション・ビューローから関東三大イルミネーションに認定され、2017年に同団体から「植物園ならではの独創性」が評価され、日本三大イルミネーションに選出された。日本三大イルミネーションは、同年10月20日に足利市民プラザで開かれた夜景サミットの場で発表され、参加者は閉幕後に光の花の庭を鑑賞した。
2019年は台風19号が襲来し、見頃を迎えていたアメジストセージ30万本の半数が被害受けたほか、すでに飾り付けが終わっていた400万球の一部が水没し、泥をかぶった。従業員150人が総出で発光ダイオードの交換・整備を行った結果、同年の光の花の庭は、予定より1週間遅れで開催できた。2020年は新型コロナウイルス感染症が流行していたことから、しばらく夜間の開園を自粛していたが、光の花の庭は開催し、医療従事者への感謝を示すため、バラの花を青く点灯する演出を取り入れた。しかし会期中の2021年1月に栃木県が緊急事態宣言の対象区域となったことから、営業時間を平日30分、休日1時間短縮した。
2021年は、足利市制100周年と光の花の庭20周年を兼ねて、足利学校や鑁阿寺（ばんなじ）など足利市街地で「足利灯り物語」を開催した。この催事は、あしかがフラワーパークが協力して、足利学校などで花手水や和傘をライトアップするというものであった。花手水はあしかがフラワーパーク内にも設置された。

## 交通

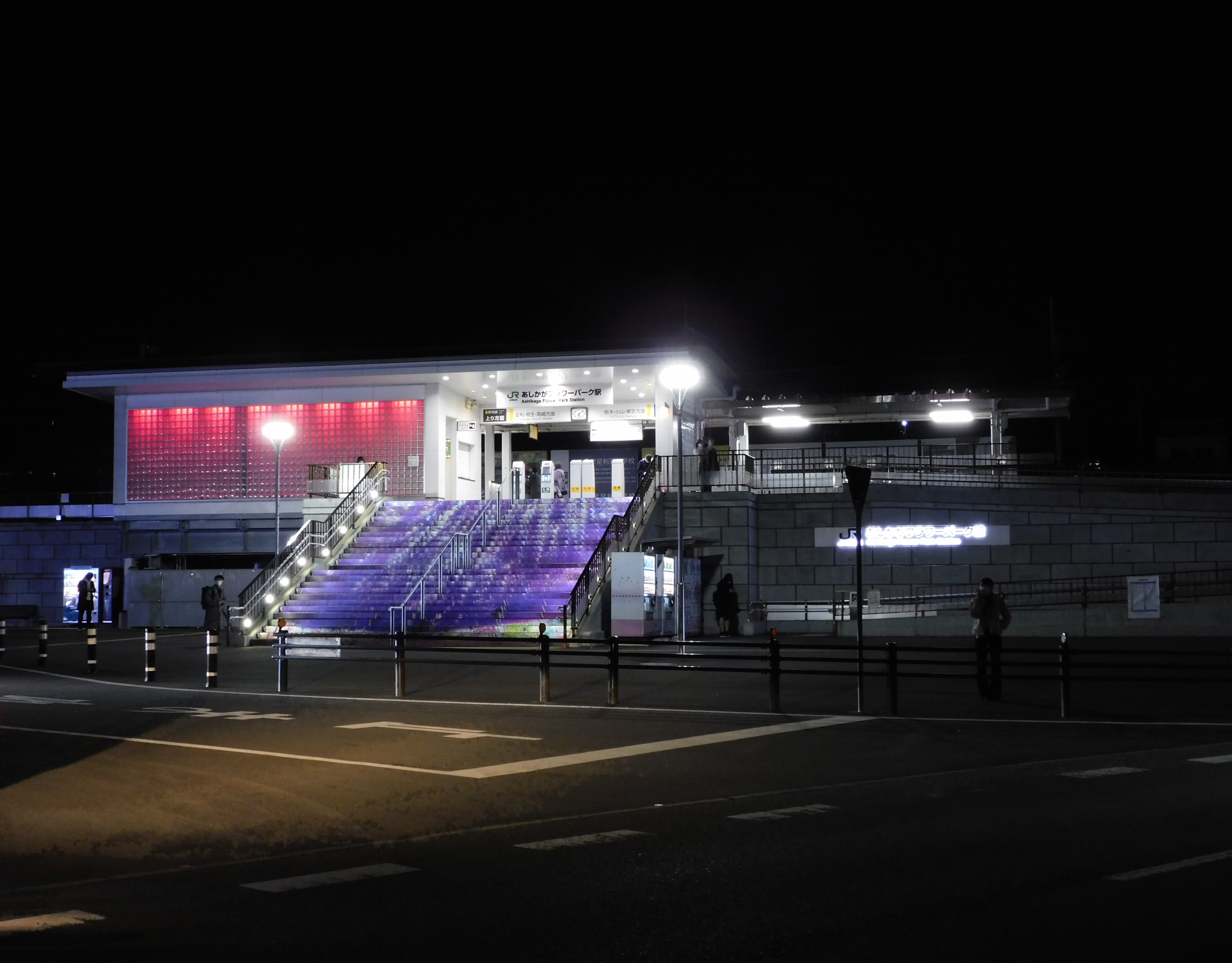
イルミネーション点灯中のあしかがフラワーパーク駅

会場の最寄り駅はJR両毛線あしかがフラワーパーク駅であり、会期中は駅に近接した、あしかがフラワーパークの西ゲートが開放される。駅はあしかがフラワーパークのイルミネーションを意識し、正面のガラス壁面に発光ダイオードが取り付けられている。両毛線を行く列車の車窓からイルミネーションが見えるので、車内で携帯電話を使って写真撮影する高校生もいる。
東日本旅客鉄道は、イルミネーションに合わせた臨時列車を運行する。例えば、2019年度は12月中の7日間、大宮駅と足利駅の間を1往復する快速「足利イルミネーション」および1月4日と1月11日に日立駅足利駅の間を1往復する快速「あしかが光の花の庭号」を、2021年は12月11日、12月18日、12月25日（すべて土曜日）に立川駅と足利駅の間を1往復する快速「足利イルミネーション」を設定した。足利駅や東武足利市駅から無料シャトルバスが運行されていた時期もあった。
フラワーパークの駐車場は通常340台（うち大型車40台）であるが、会期中は最大6,000台の臨時駐車場が用意され、足利駅周辺にも臨時観光駐車場が確保される。周辺では渋滞が発生し、交通規制がかかる日もある。上記のあしかがフラワーパーク駅は、光の花の庭の開催と春の大フジの開花の際に、隣接する佐野市にまで影響が及ぶほどの深刻な渋滞が発生することが、設置の契機となった。